# Görälven-Västerdalälven
Görälven-Västerdalälven este o arie protejată (arie specială de conservare — SAC, sit de importanță comunitară — SCI) din Suedia întinsă pe o suprafață de 588 ha, integral pe uscat.

## Localizare
Centrul sitului Görälven-Västerdalälven este situat la coordonatele 61°01′13″N 13°19′27″E / 61.0203°N 13.3243°E.

## Înființare
Situl Görälven-Västerdalälven a fost declarat sit de importanță comunitară în ianuarie 2002 pentru a proteja 2 specii de animale. Situl a fost protejat și ca arie specială de conservare în martie 2011.

## Biodiversitate
Situată în ecoregiunea boreală, aria protejată conține 4 habitate naturale: Pajiști fino-scandinave uscate până la mezice, bogate în specii de altitudine mică, Cursuri de apă de la nivel de câmpie la nivel montan, cu vegetație Ranunculion fluitantis și Callitricho-Batrachion, Râuri naturale fino-scandinave, Fânețe de joasă altitudine (Alopecurus pratensis, Sanguisorba officinalis).
La baza desemnării sitului se află mai multe specii protejate:
- mamifere (1): vidră de râu (Lutra lutra)
- pești (1): zglăvoacă (Cottus gobio)